# Paula Malcomson
Paula Malcomson (nascida em 1970) é uma atriz norte-irlandêsa nascido em Belfast, Irlanda do Norte. Malcomson às vezes é creditada como Paula Williams.
Ela estrelou como Trixie na série da HBO Deadwood e Colleen no ABC Lost Ela desempenhou o papel de Amanda Graystone no Battlestar Galactica spin-off da série Caprica, no Sci Fi Channel, bem como o papel da Maureen Ashby sobre os Sons FX Series of Anarchy. Malcomson recentemente estrelou em um março de 2011 em um de episódio de Fringe. Ela interpretou a Sra. Everdeen na adaptação cinematográfica de Jogos Vorazes, seu primeiro grande papel no cinema.

## Filmografia
| Ano  | Título                               | Papel                        | Notas                                                       |
| ---- | ------------------------------------ | ---------------------------- | ----------------------------------------------------------- |
| 1992 | Another Girl Another Planet          | Garçonete                    |                                                             |
| 1993 | Tombstone                            | Allie Earp                   |                                                             |
| 1996 | Dunston Checks In                    | Bellman Número 4             |                                                             |
| 1998 | Trance                               | Garçonete                    |                                                             |
| 1998 | The Rocking Horse Winner             | Mãe de Jesse                 | Curta-metragem                                              |
| 1999 | Profiler                             | Jean Stanley                 | Episódio: "Blind Eye"                                       |
| 1999 | The Auteur Theory                    | Siobhan Meehan               |                                                             |
| 1999 | À Espera de um Milagre               | Marjorie Detterick           |                                                             |
| 2000 | Hamlet                               | Marcella                     |                                                             |
| 2000 | The Practice                         | Suzie Greene                 | Episódio: "Acerto"                                          |
| 2000 | Strong Medicine                      | Trish                        | Episódio: "Condições preexistentes"                         |
| 2000 | Baby                                 | Julia                        | Filme para TV                                               |
| 2001 | A.I. - Inteligência Artificial       | Patricia no quarto espelhado |                                                             |
| 2001 | UC: Undercover                       | Sasha                        | Episódio: "Opção Zero"                                      |
| 2002 | Providence                           |                              | Episódio: "O começo de algo grande"                         |
| 2002 | Star Trek: Enterprise                | Madeline Reed                | Episódio: "Inimigo Silencioso"                              |
| 2003 | NYPD Blue                            | Carla Whitford               | Episódio: "Marine Life"                                     |
| 2003 | Six Feet Under                       | Mulher em Bar                | Episódio: "Me desculpe, eu estou perdido"                   |
| 2003 | Quintessence                         | Ruth                         | Curta-metragem                                              |
| 2003 | June & Orlando                       | June                         | Curta-metragem                                              |
| 2004 | Deadwood                             | Trixie                       | 36 episódios                                                |
| 2006 | Lost                                 | Colleen Pickett              | Episódio: "O vidro da bailarina" Episódio: "Cada um por si" |
| 2006 | ER                                   | Meg Riley                    | 8 episódios                                                 |
| 2007 | Cold Case                            | Marlene Bradford             | Episódio: "Um dólar, um sonho"                              |
| 2007 | The Death Strip                      | Helene                       | Curta-metragem                                              |
| 2007 | Nonplussed                           | Jenn                         | Curta-metragem                                              |
| 2007 | John from Cincinnati                 | Jerri                        | 5 episódios                                                 |
| 2007 | Criminal Minds                       | Beth Jacobs                  | Episódio: "7 segundos"                                      |
| 2008 | A Woman in the West                  | Marion Faber                 | Curta-metragem                                              |
| 2008 | Law & Order: Special Victims Unit    | Susan Ross                   | Episódio: "Retro"                                           |
| 2009 | Morning After                        | Kat McKinley                 | Curta-metragem                                              |
| 2009 | CSI: Crime Scene Investigation       | Amanda / Emma                | Episódio: "Desarmado e perigoso"                            |
| 2009 | Caprica                              | Amanda Gaystone              | 18 episódios                                                |
| 2010 | The Event                            | Madeline Jackson             | 3 episódios                                                 |
| 2010 | Sons of Anarchy                      | Maureen Ashby                | 10 episódios                                                |
| 2011 | Lie to Me                            | Mãe do Lightman              | Episódio: "Funhouse"                                        |
| 2011 | Private Practice                     | Hillary                      | Episódio: "Casa novamente"                                  |
| 2011 | Fringe                               | Dana Gray                    | Episódio: "Clandestino"                                     |
| 2011 | Law & Order: Los Angeles             | Jill Jennings                | Episódio: "Benedict Canyon"                                 |
| 2012 | Jogos Vorazes                        | Clara (Mrs. Everdeen)        | Lançado em 23 de março de 2012                              |
| 2013 | The Hunger Games: Catching Fire      | Clara (Mrs. Everdeen)        |                                                             |
| 2014 | The Hunger Games: Mockingjay part. 1 | Clara (Mrs. Everdeen)        |                                                             |